# Фоменко, Николай Пантелеевич
Николай Пантелеевич Фоменко (род. 8 июня 1926) ― советский и российский хозяйственный деятель, участник Великой Отечественной войны, инженер радио и телевидения, почётный гражданин города Самары (2000).

## Биография
Николай Пантелеевич Фоменко родился 8 июня 1926 года в городе Острогожске, ныне Воронежской области. Завершил обучение в 8 классах средней школы № 1. В июне 1942 года Острогожск был оккупирован немецко-фашистскими войсками. 4 июля 1942 года, при очередной бомбардировке города, Николай получил контузию от разорвавшейся во дворе бомбы. После освобождения города, в январе 1943 года, 16-летний подросток вступил в истребительный батальон при отделе городской милиции. Вместе с товарищами очищал город от оставшихся немецких солдат.
В ноябре 1943 года был призван в Красную армию и направлен на Дальний Восток (район Уссурийска). В августе 1945 года, связист 7-го отдельного батальона связи 190-й стрелковой дивизии Николай Фоменко, принимал участие в боевых действиях по освобождению от японских захватчиков Маньчжурии (Мулин, Муданцзян, Харбин). В боях получил три ранения. В ноябре 1950 года уволился с военной службы в должности командира самоходного орудия САУ-100.
Вернулся в Острогожск. После 8-летнего перерыва продолжил обучение в 9-м классе вечерней школы. Получил среднее образование и в 1952 году поступил на радиофакультет Одесского электротехнического института связи.
В 1957 году, завершив обучение в институте, был направлен инженером телеателье № 60 в Куйбышев. 12 октября 1957 года принял первую телевизионную передачу в городе. Активно пропагандировал телевидение. Был назначен главным инженером телеателье, позже стал работать начальником Дирекции приемной телевизионной сети. Доцент кафедры телевидения Куйбышевского института связи. На протяжении 20 лет возглавлял Государственную экзаменационную комиссию на радиофакультете института.
В 1967 году был приглашён на должность заместителя начальника областного управления связи по радио и телевидению, в этой должности проработал 23 года.
По его инициативе и непосредственном участии на территории Куйбышевской области были сооружены четыре телевизионных ретранслятора, мощность которых обеспечила всё население области двумя программами цветного телевидения.
В 1990 году с его участием была организована первая в области и одна из первых в стране независимая телекомпания "СКАТ", первый эфир которой состоялся в июле 1990 года. В январе 1991 года в эфир вышла первая бесцензурная информационно-аналитическая программа “Вместо утреннего кофе”.
Во время событий 19 августа 1991 года телекомпания вышла с информацией о событиях в стране. СКАТ был закрыт, передатчик опечатан, а Николай Пантелеевич определён под домашний арест. В марте 1992 года Н. П. Фоменко был признан «Человеком 1991 года» в Самаре.
В 2000 году решением депутатов Самарской городской Думы удостоен звания "Почётный гражданин города Самары".
Проживает в Самаре.

## Награды и звания
- Орден Отечественной войны II степени
- Орден «Знак Почёта»
- Заслуженный связист РСФСР
- другими медалями

- Почётный гражданин города Самары (2000).